# Joseph Andy Lui
Joseph Andy Lui (ur. 7 czerwca 1992) – tongański lekkoatleta, specjalizujący się w biegu na 100 metrów. Na tym dystansie wystąpił podczas Letnich Igrzysk Olimpijskich 2012 w Londynie. Odpadł wtedy w biegach preeliminacyjnych.

## Rekordy życiowe
| Konkurencja              | Wynik | Miejsce | Data            |
| ------------------------ | ----- | ------- | --------------- |
| Bieg na 100 metrów       | 10.82 | Apia    | 21 czerwca 2011 |
| Bieg na 60 metrów w hali | 7.71  | Stambuł | 9 marca 2012    |

## Najlepsze wyniki w sezonie
Bieg na 100 metrów
| Rok  | Wynik | Miejsce    | Data       |
| ---- | ----- | ---------- | ---------- |
| 2009 | 11.12 | Bressanone | 8 lipca    |
| 2011 | 10.82 | Apia       | 21 czerwca |
| 2012 | 11.17 | Londyn     | 4 sierpnia |